# Maja Vidmar
Maja Vidmar (Kranj, Yugoslavia, 30 de diciembre de 1985) es una deportista eslovena que compitió en escalada, especialista en la prueba de dificultad.
Ganó dos medallas de bronce en el Campeonato Mundial de Escalada, en los años 2007 y 2009, y dos medallas en el Campeonato Europeo de Escalada, plata en 2008 y bronce en 2006. Además, consiguió una medalla de oro en los Juegos Mundiales de 2009.

## Palmarés internacional
| Campeonato Mundial | Campeonato Mundial    | Campeonato Mundial | Campeonato Mundial |
| Año                | Lugar                 | Medalla            | Prueba             |
| ------------------ | --------------------- | ------------------ | ------------------ |
| 2007               | Avilés (España)       | Medalla de bronce  | Dificultad         |
| 2009               | Xining (China)        | Medalla de bronce  | Dificultad         |
| Campeonato Europeo |                       |                    |                    |
| Año                | Lugar                 | Medalla            | Prueba             |
| 2006               | Ekaterimburgo (Rusia) | Medalla de bronce  | Dificultad         |
| 2008               | París (Francia)       | Medalla de plata   | Dificultad         |